# STS-43
STS-43 — космический полёт MTKK «Атлантис» по программе «Спейс Шаттл» (42-й полёт программы и 9-й полёт Атлантиса), целью которого были вывод на геостационарную орбиту американского спутника связи «TDRSS-E» (4-й спутник системы связи Tracking and Data Relay Satellite) и проведение ряда медицинских и технических экспериментов.
7 августа член экипажа STS-43 Шеннон Лусид заняла место в Книге рекордов Гиннесса по длительности полёта среди женщин на шаттле (предыдущий рекорд в 17 суток 21 час 45 минут и 29 секунд принадлежал Бонни Данбар). 10 августа Шеннон Лусид побила рекорд по длительности полёта среди женщин (19 суток 17 часов и 7 минут), принадлежащий Светлане Савицкой, второй женщине-космонавту в мире.

## Экипаж
- (НАСА): Джон Блаха (3)[5] — командир;
- (НАСА): Майкл Бейкер (1) — пилот;
- (НАСА): Шеннон Лусид (3) — специалист полёта-1;
- (НАСА): Джеймс Адамсон (2) — специалист полёта-2;
- (НАСА): Дейвид Лоу (2) — специалист полёта-3.

## Параметры полёта
- Масса аппарата при старте — 89 239 кг;
- Грузоподъёмность — 21 067 кг;
- Наклонение орбиты — 28,5°;
- Период обращения — 90,6 мин;
- Перигей — 301 км;
- Апогей — 306 км.

## Эмблема
Форма эмблемы миссии STS-43 воспроизводит силуэт первого американского космического корабля «Меркурий», что отражает эволюцию американской космической программы (от «Меркурия» до «Спейс Шаттла») и знаменует 30-летие пилотируемой космической программы США. Перехоц цвета на эмблема, от светло-голубого к чёрному, олицетворяет полёт с Земли в космос. В центре композиции изображён золотистый силуэт спутника TDRS-E, полезной нагрузки миссии. Звезды вокруг орбитального корбаля (четыре слева и три справа) указывают на номер миссии.